# Sump Barn
La Sump Barn est une grange américaine située dans le comté de Wabaunsee, au Kansas. Construite en 1905, elle est inscrite au Registre national des lieux historiques depuis le 19 mai 2022.